# Michel Pech
Michel Pech (* 4. Juni 1946 in Montrouge; † 20. September 2012 in Sigean) war  ein  französischer Fußballspieler.

## Karriere
Pech wurde in der Banlieue von Paris geboren und begann seine Karriere dort beim RC Joinville aus Joinville-le-Pont. In der Saison 1967/68 spielte der Verein in der zweiten Liga und das junge Talent wurde bereits 25 Mal eingesetzt.
Nach einer kurzen Zwischenstation bei der USM Malakoff unterschrieb Pech beim Erstligisten FC Nantes. Dies hielt ihn von einer Teilnahme an den Olympischen Spielen ab, für die er nominiert war. Zuvor hatte er bereits an der Qualifikation zu dem Turnier teilgenommen. In Nantes wurde er ebenfalls zum Stammspieler und war in seiner ersten Saison dort mit sechs Treffern auch als Torschütze erfolgreich. In den Jahren 1970 und 1973 stand er jeweils im Pokalfinale, konnte jedoch kein Mal den Titel gewinnen. Allerdings holte er 1973 mit Nantes den Meistertitel.
Ein Jahr darauf wurde er bei einem Spiel gegen die A-Mannschaft von Luxemburg im französischen B-Nationalteam eingesetzt, was sein einziges Spiel für die Auswahl blieb.
1975 wechselte Pech zu Olympique Avignon, wo er 1976 den Abstieg in die zweite Liga hinnehmen musste. Von 1977 bis 1978 war der AC Arles die letzte Station seiner Karriere.
Nach dem Ende seiner Karriere arbeitete er im südfranzösischen Sigean, dem Herkunftsort seiner Familie, in einer Bank. 2012 starb er dort an einer Krebserkrankung.